# Daisy de la Hoya
Daisy de la Hoya (n. 21 de octubre de 1983 en Los Ángeles, California) es una guitarrista, modelo y celebridad estadounidense.

## Biografía
Nació en California pero se crio en Denver, Colorado. Daisy de la Hoya es sobrina del boxeador Óscar de la Hoya. También es conocida por Daisy Grave o Vannesa Mossman.
Su primera incursión en el mundo del espectáculo fue en 2003, cuando estaba en una banda llamada Seraphim Shock. Con el álbum "Halloween Sex N Vegas". En la primavera de 2004, viajó por todo Estados Unidos con la banda en el "Halloween Sex N Tour Vegas".
Ella apareció en el "Daisy Rock’s Annual Guitar Catalog" en 2005, tocando la guitarra rítmica en el “White Trash Satan” tour.
Daisy ha aparecido en revistas de Alemania y del resto de Europa, encaminada hacia una carrera como actriz y modelo.
Recibió fuertes críticas por una sesión de fotos en la que se veía unas rayas de cocaína a la vez que aparecía en una pose de alto contenido erótico, Daisy afirmó no era droga sino harina.
Es una de los artistas de Daisy Rock "the Girl Guitar Company". Concursó en Rock of Love 2.
En la primavera de 2009 tuvo su propio reality show en el canal VH1, con el título "Daisy of Love".